# North Sydney, New South Wales

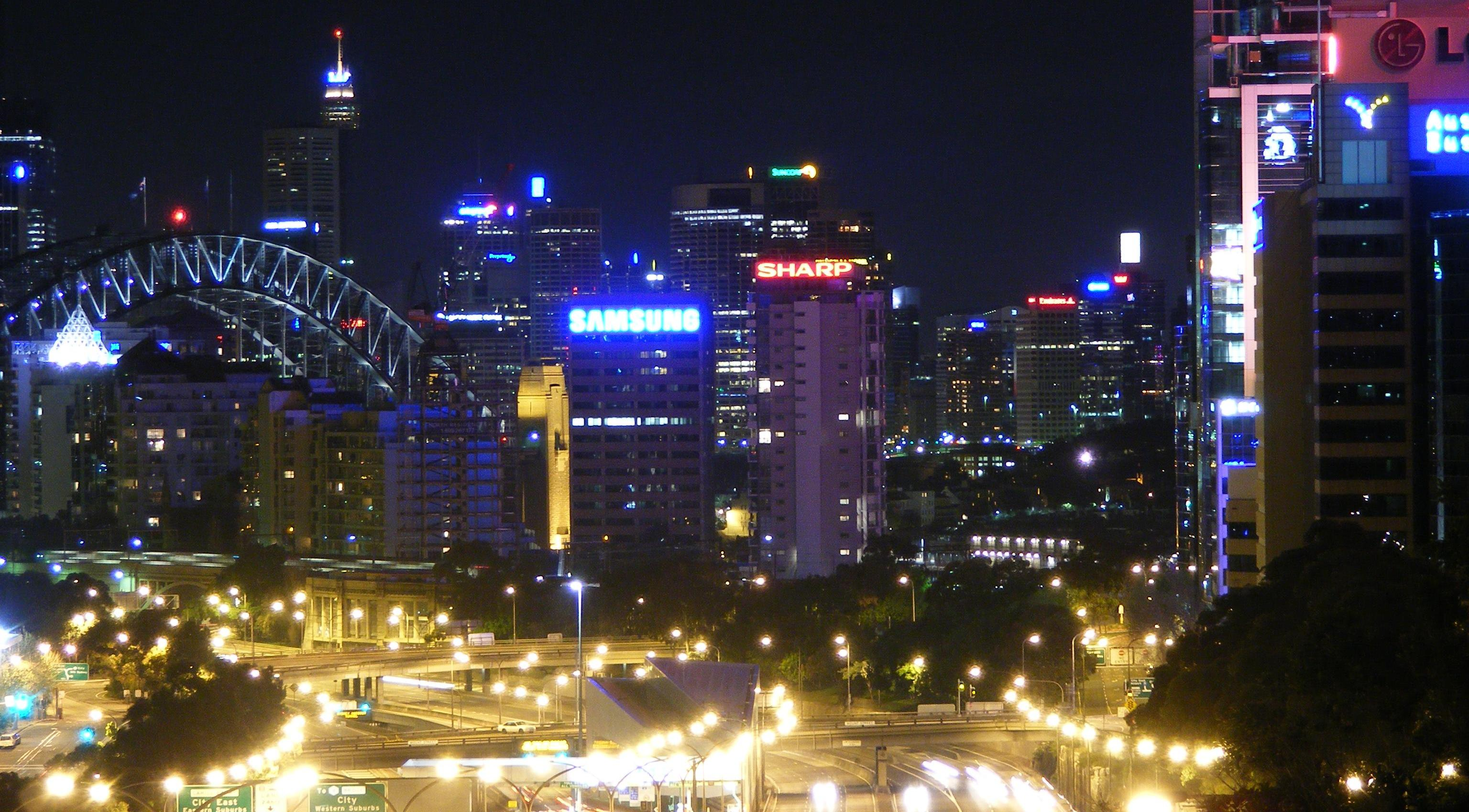
North Sydney

North Sydney este o suburbie în Sydney, Australia.